# Geraldine Jewsbury
Geraldine Endsor Jewsbury (22 de agosto de 1812 – 23 de septiembre de 1880) fue una novelista inglesa, editora y crítica literaria, así como una figura de alto perfil en el ámbito literario de Londres.
Es más conocida por sus novelas populares como Zoe: the History of Two Lives y sus revisiones para el Athenaeum, una de las principales revistas literarias del momento. Jewsbury nunca se casó, pero tuvo muchos amigos y conocidos. Su relación más cercana parece haber sido con Jane Carlyle, una amiga por correspondencia casada con el ensayista Thomas Carlyle. Jewsbury sentía una conexión romántica hacia ella, la complejidad de su relación está reflejada en la escritura de Jewsbury. También animó a otras mujeres a alcanzar su máximo potencial.

## Familia y educación
Jewsbury nació en Measham, Derbyshire (ahora en Leicestershire). Es hija de Thomas Jewsbury (fallecido en 1840), un fabricante de algodón y comerciante, y su esposa María, nacida Smith, (fallecida en 1819). Su abuelo paterno, Thomas Jewsbury Sr. (fallecido en 1799), fue inspector de carreteras, ingeniero de canales y estudiante de filosofía. En su testamento, dejó a la familia cuatro casas, un almacén, unos terrenos en Measham y una gran cantidad de dinero.
Thomas Jr. y María tuvieron seis hijos: María Jane (1800), Thomas (1802), Henry (1803), Geraldine (1812), Arthur (1815) y Frank (1819). Maria Jane estaba interesada en la literatura y escribió para la Gaceta de Manchester. Después de la muerte temprana de su madre, Maria Jane ayudó a criar a la familia hasta que ella se casó (pero murió joven de cólera). Geraldine, a continuación, cuidó de su padre hasta que murió, y también de Frank, hasta que se casó.
El negocio de algodón de su padre sufrió durante la Guerra de 1812, y se convirtió en un agente de seguros, con sede en Manchester. Geraldine fue educada en un internado mantenido por las Señoritas de Darbys en Alder Mills cerca de Tamworth, y continuó sus estudios de francés, italiano y de dibujo en Londres en 1830 y 1831, antes de regresar a sus deberes en la casa de la familia. Pronto, sin embargo, ella estaba sufriendo de depresión, cuestionando su destino y expresando dudas religiosas. Esto claramente inspiró su primera novela, Zoe: the History of Two Lives.

## Relación con Jane Carlyle
En 1840, Jewsbury había escrito al destacado autor escocés Thomas Carlyle, por consejos para su carrera literaria. Fue invitada a su casa en Chelsea, Londres, donde inmediatamente forjó una cálida amistad con su mujer Jane, la cual se convertiría en la relación más profunda y más significativa de su vida.
En las primeras etapas, la relación fue muy apasionada, como muestran las cartas supervivientes, aunque generalmente se cree que se ha mantenido como un amor platónico. Resistió a muchos desacuerdos, especialmente sobre el rol de la mujer, ya que Jane era una famosa mujer obediente, quien nunca consideró tener una carrera propia. También Jane se mostró muy celosa de otras relaciones de Jewsbury con hombres y mujeres, algunas de ellas carnales. Pero su relación duró más de veinticinco años, y Jewsbury cuidó de Jane en periodos de enfermedad. Su relación estuvo reconocida por eruditos literarios, incluyendo a Virginia Woolf en su artículo sobre las cartas de Jewsbury a Jane. La amistad también condujo a Jewsbury a la imprenta, ya que Jane ayudó editar los dos primeros libros de Jewsbury.

## Novelas
Jewsbury era principalmente una novelista de ideas y dilemas morales, cuestionaba fuertemente el rol de esposa y de madre, y promoviendo el valor espiritual del trabajo en la vida de una mujer. A menudo hacía que sus personajes femeninos fueran más sabios y capaces que los personajes masculinos.
Su primera novela, Zoe: the History of Two Lives (1845), es sobre una chica que se enamora con un sacerdote católico, haciéndole perder su fe. La historia lleva un tema fuerte de duda, no sólo sobre creencia religiosa, sino también sobre la creencia en el matrimonio como destino principal de la mujer. Inicialmente fue rechazada por el editor, pero más tarde fue aceptado después de la intervención de Thomas Carlyle. Fue un éxito inmediato, alabado por el Manchester Examiner como "sorprendente" e "inteligente", aunque las demás críticas fueron variadas. Como una novela de escepticismo,  puede ser clasificada junto al trabajo de Charlotte Yonge, Mrs. Humphry Ward y otros, mientras que la vinculación de los deseos sexuales con la angustia espiritual, trajeron comparaciones con George Sand.
Su siguiente novela, The Half Sisters (1848), también cuestiona el rol de esposa y de madre, al cual ve como insatisfactorio y limitante. La vida de la mujer convencional que lleva Alice, está comparado desfavorablemente con el de su media hermana Bianca, quien trabaja como una actriz para mantener a su madre demente. El personaje de Alice toma características de Jane Carlyle, mientras Bianca es claramente basada en otra amiga cercana de Jewsbury, Charlotte Cushman. Esta era la novela favorita de la autora.
Su tercera novela, Marian Withers (1851), explora el mismo tema de la realización de las mujeres, esta vez en un entorno industrial, aprovechando su primera experiencia del mundo empresarial de Manchester. Introduce temas como la educación, la invención creativa, estatus en el lugar de trabajo, y la filantropía pública. La novela cuenta historias diferentes, conectados por analogías, lo que a algunos críticos no les gustó debido a su estructura fragmentada.
Escribió tres novelas más (Constance Herbert, 1855; The Sorrows of Gentility, 1856; Right or Wrong, 1859)  que atrajeron menos interés, y también dos novelas para niños, The History of an Adopted Child (1852) and Angelo, or, The Pine Forest in the Alps (1855).

## Cuentos
Charles Dickens le encargó a Jewsbury 17 historias entre 1850 y 1859, para su periódico Household Words.

## Críticas
Se cree que Jewsbury ha revisado alrededor de 2000 libros entre 1846 y 1880, incluyendo novelas, libros de niños, memorias, biografías, historias, libros de cocina y libros sobre la administración de la casa, principalmente para el semanal Athenaeum. Como en aquel momento la mayoría de las revisiones eran anónimas, el total es imposible de calcular. El anonimato también generó una atmósfera de sospecha entre autores y críticos. Muchas de las críticas de Jewsbury fueron erróneamente atribuidas al novelista y escritor de no ficción John Cordy Jeaffreson. Y cuando Rhoda Broughton descubrió que una crítica desfavorable de su novela había sido escrita por Jewsbury, ella hizo una caricatura malvada y la incluyó en unos de los libros más tardíos de Jewsbury, The Beginner, (aun así esto fue después de la muerte de Jewsbury).
Jewsbury era una crítica moral. Su principal criterio era la habilidad de los personajes para distinguir entre el bien y el mal, dándole más importancia a esto que a la trama. Por ejemplo, desaprueba las historias de hombres más viejos que sufren por el amor de una mujer más joven. A ella tampoco le gustaban las escenas de amor y las novelas domésticas en general. Algunos autores populares a los que reseñó son: Anthony Trollope, George Eliot, George Meredith y Wilkie Collins.
Jewsbury también trabajó como lectora para la editorial Hurst y Blackett y para Bentley, recomendando que publiquen el best seller de Ellen Madera,  East Lynne (1861), aunque también rechazó a autores luego exitosos como M. E. Braddon y Ouida. A menudo utilizó su lugar en Bentley para apoyar las carreras de otras mujeres escritoras, incluyendo a amigas como Margaret Oliphant y Frances Power Cobbe.

## Amistades y romances
Jewsbury era muy sociable, con muchos amigos y sociedades literarias, siendo capaz de encontrar algo en común con personas de cualquier clase. Su creciente prominencia y su particular personalidad, fumando y usando ropa de hombre igual que George Sand, pronto le trajo un alto perfil en la sociedad literaria. Sus amigos incluían a las familias Huxley, Kingsley, Rossetti y Browning, también a William E. Forster (con quien visitó la París revolucionaria en 1848), John Brillante, John Ruskin y G. H. Lewes.
Ella nunca se casó, pero tuvo relaciones personales cercanas con hombres y mujeres, algunas de ellas carnales, algunas platónicas, la más significativas de estas fue con Jane Carlyle. Otro fue con la actriz Charlotte Cushman, una figura poderosa y notablemente masculina, a quien admiraba por su amplia experiencia de vida, en contraste con la obediente domesticidad de Jane. Cushman era modelo de Bianca en The Half Sisters. Jane Carlyle se puso celosa y triste debido a esta relación.
Sydney Owenson, también conocida como Lady Morgan, había ayudado Jewsbury cuando ella llegó por primera vez a Londres, tuvieron una amistad incondicional, Jewsbury le ayudó a escribir sus memorias en su vejez.
De sus acompañantes hombres, el más significativo fue Walter Mantell, quien se sentía incómodo con su trabajo, presionando a los maoríes para que vendieran su tierra a bajo precio a los británicos y vinieran a vivir a Inglaterra. Ella hizo grandes esfuerzos para promoverlo en el mundo literario, e incluso le propuso matrimonio, pero parece que él empezó a cansarse de la atención excesiva de ella, por lo que se separaron.

## Fallecimiento
Jewsbury se mudó a Sevenoaks, Kent después de la muerte de Jane Carlyle en 1866, pero contrajo cáncer en 1879 y murió en un hospital privado de Londres en 1880 y fue enterrada en el Cementerio Brompton. Ella escribió hasta el final de su vida, el último reporte que escribió para Bentley fue el 9 de septiembre de 1880. Ella dejó todos sus papeles a la empresaria feminista John Stores Smith, con quien había tenido una fuerte relación.